# Holorusia quathlambica
Holorusia quathlambica är en tvåvingeart som först beskrevs av Alexander 1956.  Holorusia quathlambica ingår i släktet Holorusia och familjen storharkrankar. Inga underarter finns listade i Catalogue of Life.